# Ottomar Geschke

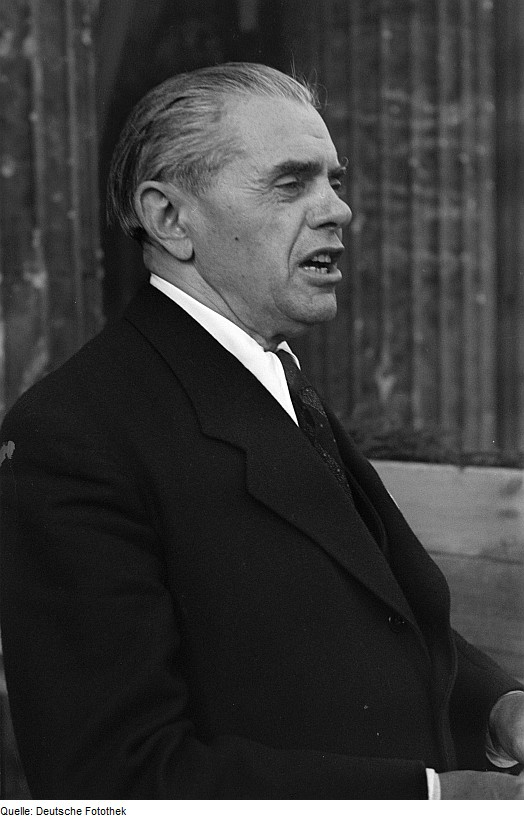
Ottomar Geschke (1946)

Ottomar Georg Alexander Geschke (* 16. November 1882 in Fürstenwalde/Spree; † 17. Mai 1957 in Lichtenfels (Oberfranken)) war ein deutscher Politiker (KPD, SED).

## Leben
Ottomar Geschke war Sohn eines Schmieds in Fürstenwalde. Nach dem Besuch der Volks- und Mittelschule absolvierte er eine Schlosserlehre und arbeitete später als Schlosser und Monteur in Berlin. Er engagierte sich seit dem Jahr 1908 in der Arbeiterbewegung, schloss sich 1910 dem DMV und der SPD an und wechselte im Jahr 1917 im Zuge der Diskussion um die Kriegskredite zur USPD über. Während der Novemberrevolution 1918 gehörte er den Revolutionären Obleuten an und war Mitglied des Berliner Arbeiter- und Soldatenrates.

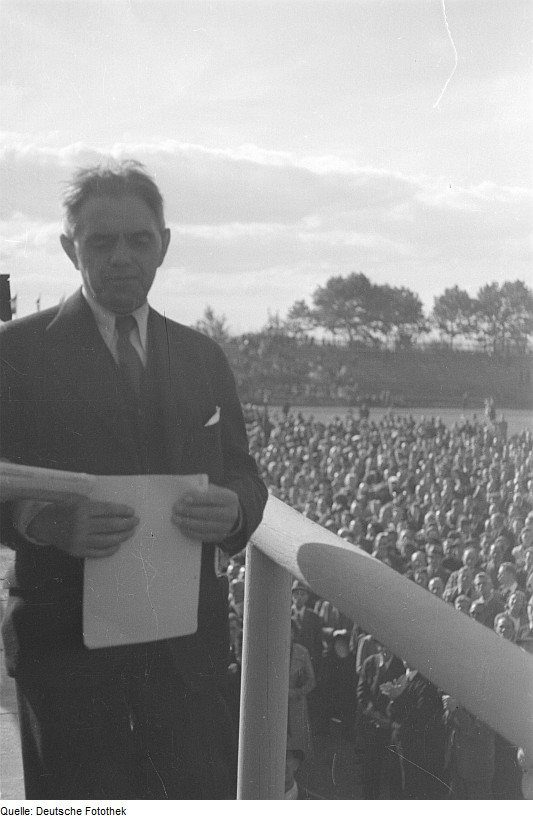
Ottomar Geschke auf der Kundgebung in der Werner-Seelenbinder-Kampfbahn (heute Werner-Seelenbinder-Sportpark) am 9. September 1945 (Opfer des Faschismus-Tag)

Geschke, der zunächst Mitglied des Spartakusbundes war, trat im Jahr 1919 in die KPD ein und wurde 1920 Funktionär in der parteiinternen Gewerkschaftsabteilung. Im Jahr 1923 wurden Ruth Fischer, Ernst Thälmann, Arthur König und Ottomar Geschke als Vertreter der Parteilinken in die KPD-Zentrale kooptiert. Seit 1925 war er Mitglied im Zentralkomitee und im Politbüro der Partei. Am 1. Februar 1925 wurde er Vorsitzender des Roten Frontkämpferbundes. Am 1. September des Jahres übernahmen Thälmann und Philipp Dengel de facto die Führung von der entmachteten Ruth Fischer. Geschke bildete zusammen mit ihnen das neue Sekretariat des Parteivorsitzes. Darüber hinaus war er Mitglied des Vollzugsbüros der Roten Gewerkschafts-Internationalen (RGI) und seit 1924 Mitglied des Exekutivkomitees sowie des Präsidiums der Kommunistischen Internationalen (KI). Von 1921 bis 1924 war er Abgeordneter des Preußischen Landtages. Bei der Reichstagswahl im Dezember 1924 wurde er in den Deutschen Reichstag gewählt, dem er bis Juli 1932 angehörte.
Aufgrund seiner Tätigkeit im Widerstand saß Geschke während der Zeit des Nationalsozialismus wiederholt in Zuchthäusern und Konzentrationslagern. Nach der Machtergreifung der Nationalsozialisten wurde er im Februar 1933 verhaftet und anschließend in den Konzentrationslagern Lichtenburg, Sonnenburg und Buchenwald festgehalten. Im Jahr 1940 wurde er aus der KZ-Haft entlassen und dann in Köslin unter Polizeiaufsicht gestellt. Im Anschluss an das Attentat vom 20. Juli 1944 wurde er erneut verhaftet und ins KZ Sachsenhausen verbracht. Im Mai 1945 wurde er auf dem Todesmarsch schließlich von alliierten Truppen befreit.
Nach dem Ende des NS-Regimes amtierte Geschke vom 19. Mai 1945 bis zum 8. Januar 1947 als Stadtrat für Sozialfürsorge in dem von Oberbürgermeister Arthur Werner geleiteten Magistrat von Groß-Berlin. Er war Mitunterzeichner des Aufrufs der KPD vom 11. Juni 1945 und wurde April 1946 Mitglied der SED. Er war in den Jahren 1946 bis 1953 Mitglied der Berliner SED-Landesleitung. Von 1947 bis 1953 fungierte er als Vorsitzender der Vereinigung der Verfolgten des Naziregimes (VVN), für die er von 1950 bis 1954 in der Volkskammer saß. Im Jahr 1953 wurde er Mitglied im Präsidium des Komitees der Antifaschistischen Widerstandskämpfer (KdAW).

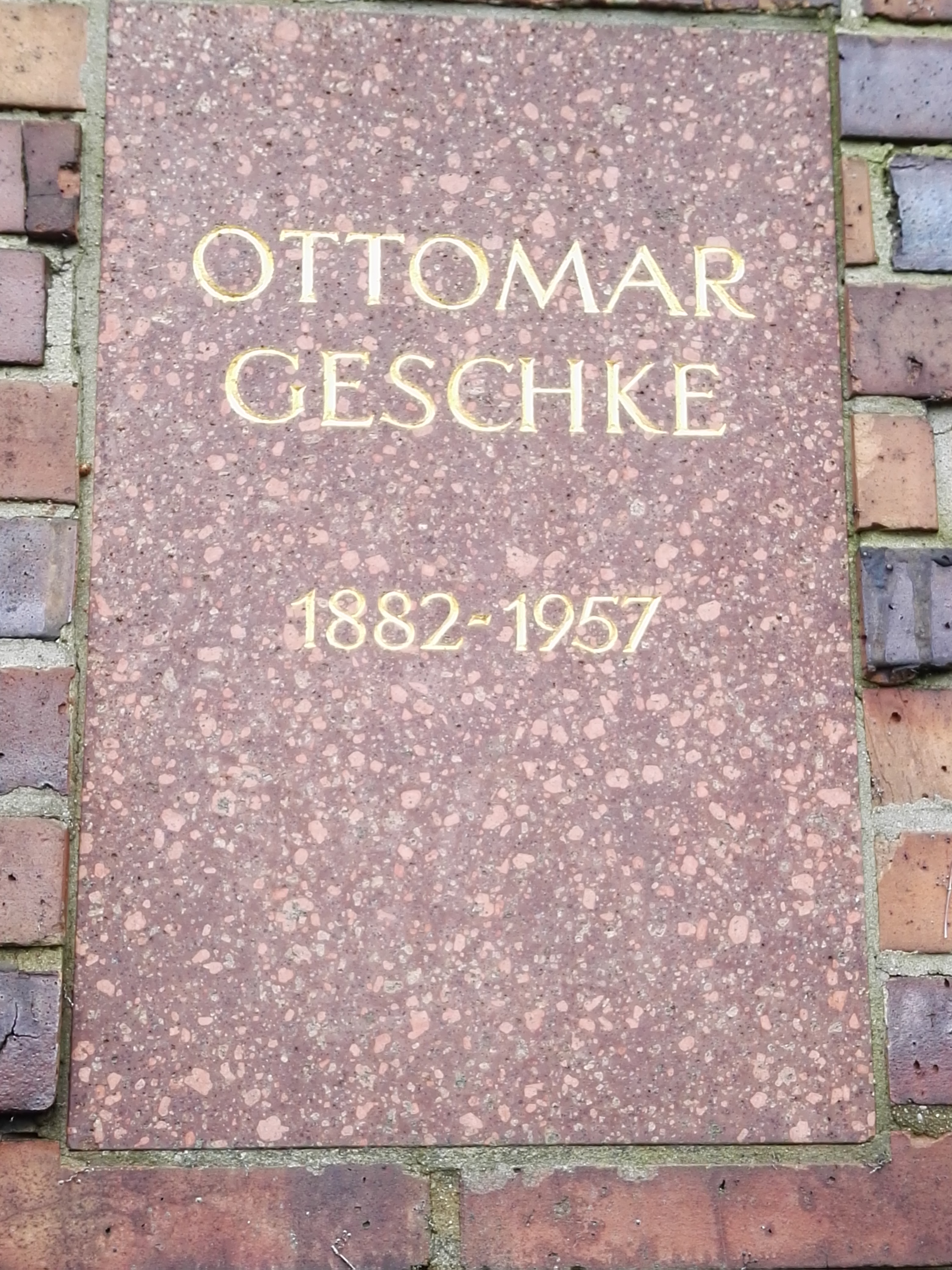
Grabstätte von Ottomar Geschke

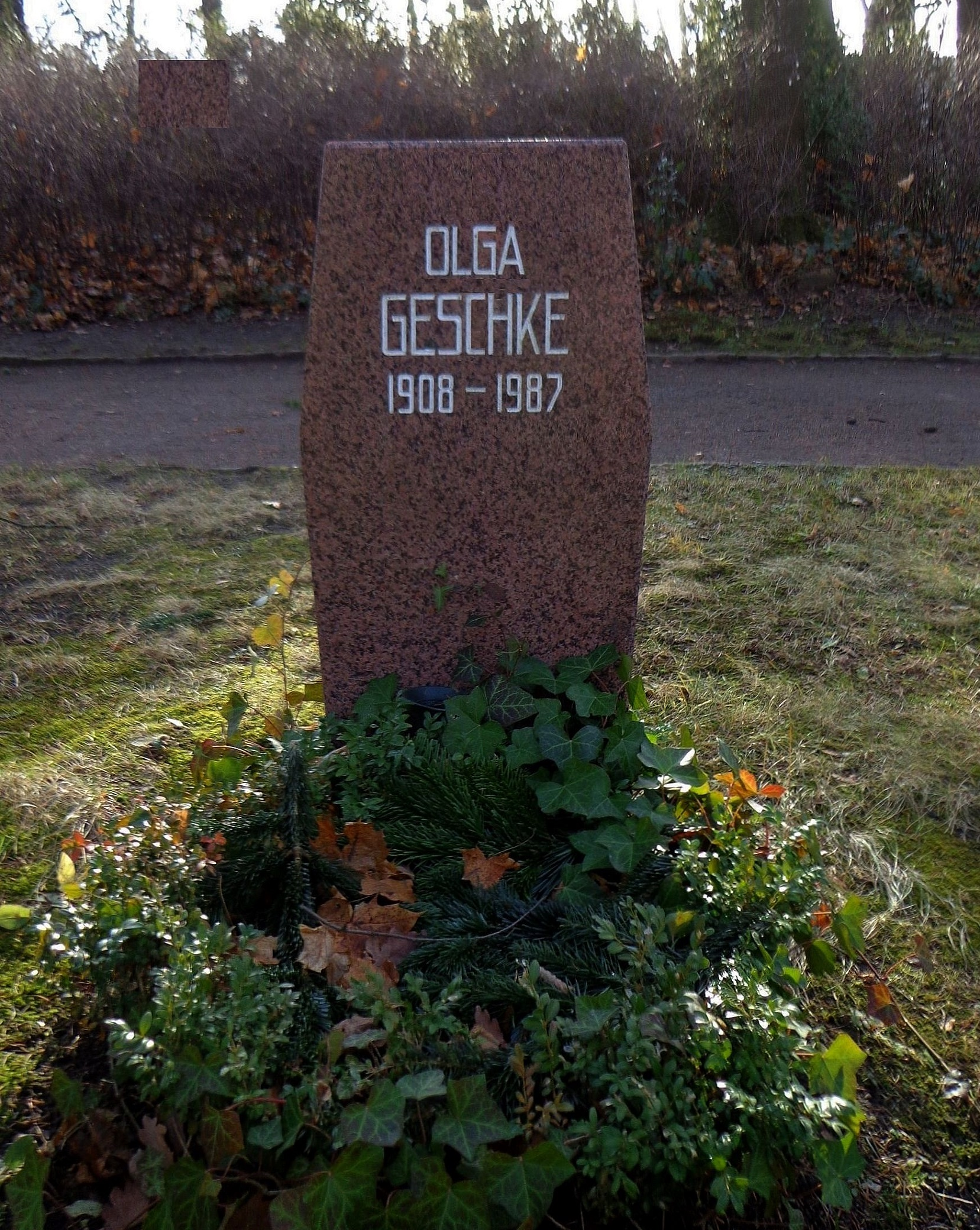
Grabstätte von Olga Geschke

Geschke starb am 17. Mai 1957 auf dem Weg nach München zum Kongress der westdeutschen VVN.  Seine Urne wurde in der Gedenkstätte der Sozialisten auf dem Zentralfriedhof Friedrichsfelde an der Ringmauer beigesetzt, diejenige seiner Frau Olga, geb. Schulz in der benachbarten Gräberanlage Pergolenweg.

## Würdigungen
- 1977 Benennung des VEB Chemie- und Tankanlagenbau in Fürstenwalde nach Geschke[4]
- Ottomar-Geschke-Straße in Berlin-Köpenick[5]
- Ottomar-Geschke-Platz in Fürstenwalde
- Gedenktafel am Geburtshaus von Ottomar Geschke in Fürstenwalde, Grünstraße 14
- Die 1. Kreisliche Erweiterte Oberschule in Fürstenwalde trug zwischen 1973 und 1991 den Namen  EOS Ottomar-Geschke Fürstenwalde.
- Ottomar-Geschke-Haus in Berlin-Karow, Bahnhofstrasse 52
- Die 14. Polytechnische Oberschule (POS) in Berlin-Karow trug in den Jahren 1973 bis 1991 den Namen Ottomar Geschke,[6] weiterhin ein bekannter Jugendclub in Berlin-Karow, nahe dem heutigen Ottomar-Geschke-Haus
- Die Deutsche Post der DDR gab anlässlich des 100. Geburtstages von Geschke im Jahr 1982 eine Sondermarke in der Serie Persönlichkeiten der deutschen Arbeiterbewegung heraus.

## Publikationen
- Friedrich Eberts Vermächtnis. Zur Wahl des Reichspräsidenten muss diese Schrift von jedem Denkenden gelesen werden. Friedrichstadtdruckerei, Berlin 1925.
- Vom kaiserlichen Staatssekretär Scheidemann bis zum monarchistischen Luther. (12 Bilder aus dieser Republik). Friedrichstadtdruckerei, Berlin 1925.
- Lenin und Ebert. Buka, Berlin-Johannisthal 1925.
- Paul Bertz, Ottomar Geschke: Das Mordsystem Dorpmüller. Reden der Kommunistischen Reichstagsabgeordneten Bertz und Geschke.Peuvag, Berlin 1929.
- Polizeiparadies Deutschland.  Verlag Tribunal, W. Pieck, Berlin 1930.
- Der Amnestiebetrug. Tod im Kerker.  Verlag Tribunal, W. Pieck, Berlin 1930.